# Santo Tomé (Corrientes)
Pour les articles homonymes, voir Santo Tomé.
Santo Tomé est une ville de la province de Corrientes, en Argentine, et le chef-lieu du département homonyme.
Dans la ville se déroule pendant la première quinzaine du mois de décembre un grand festival de musique folklorique.

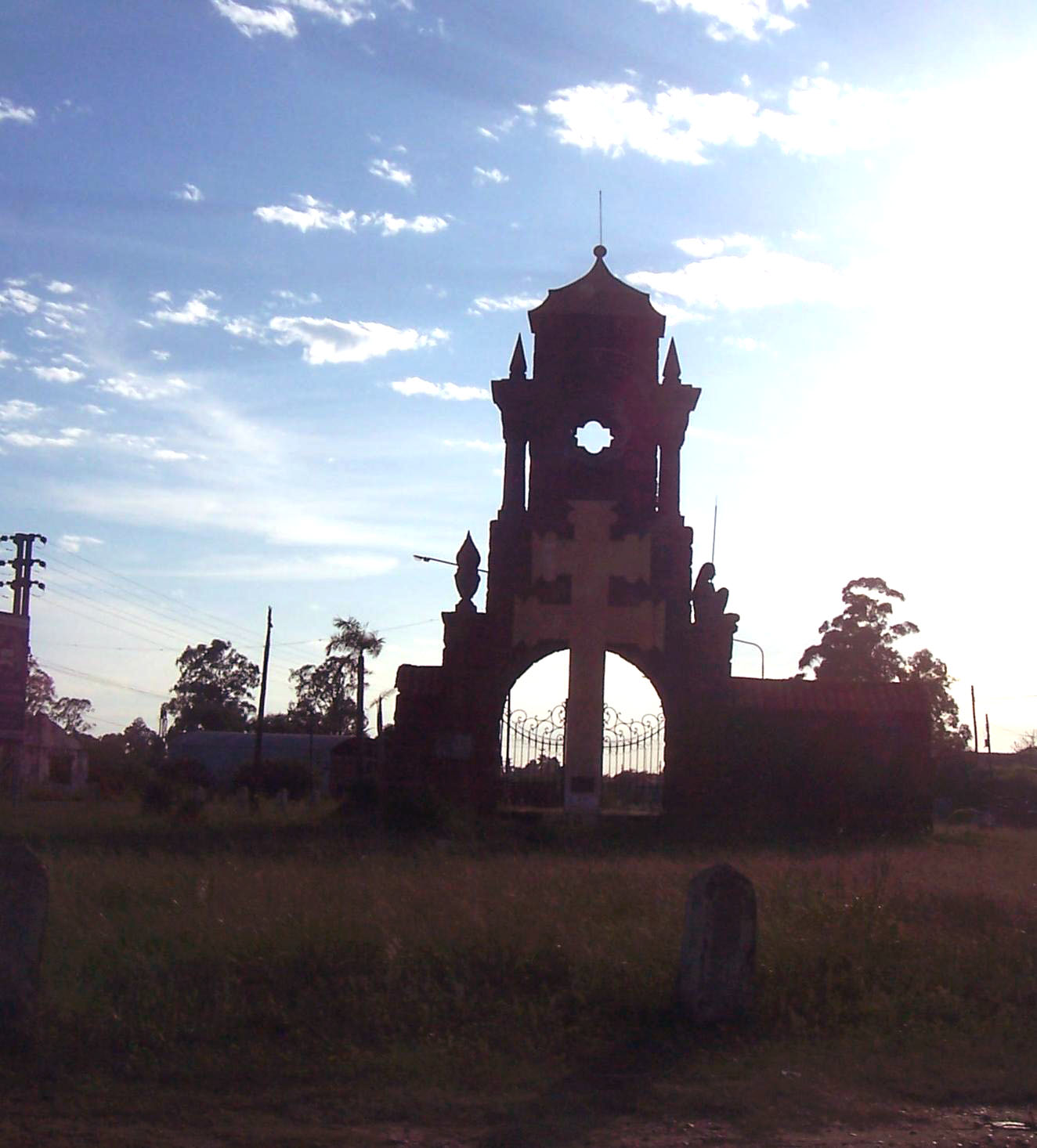
La croix jésuite à l'entrée de la ville.

La ville est située sur la route nationale 14.